# The End (The Doors)
The End är en låt av den psykedeliska rockgruppen The Doors. Ursprungligen skriven av Jim Morrison utvecklades låten under gruppens spelningar på klubben Whisky a Go Go till det drygt 11 minuter långa jam som spelades in till bandet debutalbum The Doors, utgivet 1967. 
Låten har bland annat använts i soundtracket till Francis Ford Coppolas film Apocalypse från 1979.